# Bazylika Wniebowzięcia Najświętszej Maryi Panny w Zduńskiej Woli
Bazylika Wniebowzięcia Najświętszej Maryi Panny w Zduńskiej Woli – rzymskokatolicki kościół parafialny należący do dekanatu zduńskowolskiego diecezji włocławskiej. Sanktuarium św. Maksymiliana Kolbego.

## Historia
Świątynia wybudowana w miejscu modrzewiowego kościoła z roku 1782. Nowy kościół wzniesiono w latach 1872–1891 dzięki staraniom księdza proboszcza Ignacego Kolbego w stylu eklektycznym. Jest to budowla trzynawowa z wieżą. Na szczególną uwagę zasługuje marmurowy ołtarz główny z XVII wieku sprowadzony z katedry włocławskiej podczas urzędowania księdza proboszcza Franciszka Kapałczyńskiego oraz barokowy krucyfiks. 8 stycznia 1894 w świątyni został ochrzczony św. Maksymilian Kolbe. Od 11 stycznia 2004 roku kościół nosi tytuł Sanktuarium Urodzin i Chrztu Świętego Maksymiliana Kolbego. Od 11 stycznia 2009 roku świątynia nosi godność bazyliki mniejszej.